# Acalymma vittigerum
Acalymma vittigerum es un coleóptero de la familia Chrysomelidae.
Fue descrita científicamente por primera vez en 1859 por Boheman.